# Port lotniczy Enfidha-Hammamet
Port lotniczy Enfidha-Hammamet (IATA: NBE, ICAO: DTNH) – port lotniczy położony w mieście Enfidha, w Tunezji.
Pierwsza nazwa lotniska pochodziła od byłego prezydenta ibn Alego. Po ustąpieniu przez niego z urzędu, w styczniu 2011, lotnisku nadano nazwę Enfidha-Hammamet. Budowa lotniska zaczęła się w 2007, a zostało otwarte 1 grudnia 2009, natomiast pierwszy samolot wylądował na lotnisku 4 grudnia 2009.
Lotnisko obsługuje głównie ruch czarterowy z Europy.

## Linie lotnicze i połączenia
| Linia Lotnicza       | Kierunek |
| -------------------- | --- |
| Avion Express        | Sezonowe czartery: 1. Wilno |
| BH Air               | Sezonowe czartery: 1. Sofia 2. Skopje |
| Bulgaria Air         | Sezonowe czartery: 1. Warna |
| EasyJet              | 1. / Bazylea 2. Belfast-International 3. Birmingham 4. Bristol 5. Genewa 6. Glasgow 7. Liverpool 8. Londyn-Gatwick 9. Londyn-Luton 10. Londyn-Stansted 11. Manchester 12. Newcastle |
| Enter Air            | Sezonowe czartery: 1. Gdańsk 2. Katowice 3. Poznań 4. Warszawa-Chopin 5. Wrocław |
| European Air Charter | Sezonowe czartery: 1. Płowdiw 2. Sofia 3. Warna |
| Fly Lili             | Sezonowe czartery: 1. Bukareszt-Băneasa |
| Luxair               | Sezonowo: 1. Luksemburg |
| Neos                 | Sezonowo: 1. Mediolan-Malpensa 2. Werona |
| SmartLynx Airlines   | Sezonowe czartery: 1. Norymberga |
| Smartwings           | Sezonowe czartery: 1. Brno 2. Ostrawa 3. Praga |
| TUI Airways          | 1. Birmingham 2. East Midlands 3. Londyn-Gatwick 4. Manchester Sezonowo: 1. Cardiff 2. Glasgow 3. Londyn-Luton 4. Londyn-Stansted 5. Newcastle                                      |
| TUI fly Belgium      | 1. Bruksela Sezonowo: 1. Liège |
| TUI fly Deutschland  | Sezonowo: 1. Düsseldorf 2. Hanower |
| TUI fly Netherlands  | Sezonowo: 1. Amsterdam |